# Cephalozia crassifolia
Cephalozia crassifolia là một loài rêu tản trong họ Cephaloziaceae. Loài này được (Lindenb. & Gottsche) Fulford miêu tả khoa học lần đầu tiên năm 1968.